# Nusalala ilusionata
Nusalala ilusionata är en insektsart som beskrevs av Monserrat 2004. Nusalala ilusionata ingår i släktet Nusalala och familjen florsländor. Inga underarter finns listade i Catalogue of Life.